# Eulalia megalops
Eulalia megalops är en ringmaskart som beskrevs av Addison Emery Verrill 1900. Eulalia megalops ingår i släktet Eulalia och familjen Phyllodocidae. Inga underarter finns listade i Catalogue of Life.